# 이우정 (농구 선수)
이우정(1995년 6월 16일~)은 대한민국의 농구 선수이며 포지션은 포인트 가드이다.

## 아마추어 시절
전주고등학교 재학 시절에는 허훈과 함께 가드 포지션 탑2라는 평가를 들을 정도로 기량이 출중하였다. 하지만 중앙대학교에 진학해서는 박지훈, 박재한 등 선배들한테 밀리며 식스맨으로 출장하는 데에 그쳤다. 하지만 이들이 졸업하고 4학년 시절에는 팀의 주전 포인트 가드로 활약하면서 주가가 급상승하였다.

## 원주 DB 프로미시절
2017-2018 시즌 신인 드래프트에서 전체 1라운드 7순위로 원주 DB 프로미에 지명되었다. 이상범 감독의 말에 따르면 1군 무대에 바로 출장시키는 것보다 D리그에서 경험이랑 동료들과 손발을 맞춘 다음 1군 무대에 출장시킨다고 하였다.

## 출신학교
- 송천초등학교
- 전주남중학교
- 전주고등학교
- 중앙대학교